# 더프라미스
더프라미스(the promise)는 2008년 6월 27일 설립된 국제개발원조단체이다. 2009년 10월 외교통상부에 비영리사단법인 등록허가를 받았으며, 국제개발의 새로운 방향을 제시하는 것이 목표이다. 사무소는 대한민국 서울특별시 종로구 종로51 23층 108호에 있다.

## 사업
미국의 국제구호단체 Machik과 함께 티베트 리탕에 중학교를 설립하였다. 2009년 6월 미얀마에 지부를 설립하고, 바간 시 외곽에 중학교를 설립 중에 있다. 미얀마 지부에는 지부장과 3명의 직원이 상주하며, 지역개발사업과 마이크로크레딧 사업 등을 진행하고 있다.
미얀마 막웨이시 뽄또비마을에 104번 초등학교에 건물을 신축하고 중등과정으로 승격하고자, 지역공동체와 함께 사업을 진행하여, 일본국제협력단(JICA), 세이브더칠드런외에는 어느 NGO도 성공하지 못했던 미얀마 교육부에 중학교 설립인가를 받아 104번 중학교가 건립되게 하였다.
지역공동체와의 업무분장을 통해 각자 최선의 사업진행을 하여, 5개월 만에 학교 건립과 중등과정 승격을 이루어 냈다. 지역주민들과 함께 사업을 진행한다는 더프라미스의 정신을 이해한 주민들의 적극적인 참여가 여러 곳에서 이루어졌다. 지역유지들이 힘을 모아 책·걸상 등의 모든 교구재를 기부하였으며, 700여 명의 학생들이 입을 교복을 옷감은 더프라미스에서 후원하고 지역주민들이 품앗이를 하여 새 교복을 만들고, 마을하천의 모래를 주민들이 직접 준설하여 건축재료비를 절감하고 남은 비용을 세면장을 새로 만드는 등 새롭게 훌륭한 국제개발의 새로운 모델을 만들었다.